# Rudnik (Cieszyn)
Pour les articles homonymes, voir Rudnik.
Rudnik est une localité polonaise de la gmina de Hażlach, située dans le powiat de Cieszyn en voïvodie de Silésie.